# クラーク国際空港
クラーク国際空港（クラークこくさいくうこう、タガログ語: Paliparang Pandaigdig ng Clark、英語: Clark International Airport）は、フィリピンのルソン島パンパンガ州マバラカット市のクラーク経済特別区 (CSEZ) 内にある国際空港である。旧称は、ディオスダド・マカパガル国際空港 (Diosdado Macapagal International Airport) であった。

## 概要
クラーク空軍基地としては2本の滑走路を有していたが、民間空港に転換後の2017年頃に1本が閉鎖された。また東側に平行してOmni Aviationが所有する小型機用の滑走路（02/20OMNI 640m×15m）も存在する。ここでフィリピン航空の初等訓練も行われている。
2000年、シンガポール航空のグループ整備会社であるen:SIA Engineering Companyと、セブパシフィック航空の出資によりSIA Engineering (Philippines)が設立され、空港内に拠点を構えている。。ボーイング777やエアバスA330クラスの旅客機も整備できる3つの整備施設があり、主に東南アジアLCCのMRO業務を承ってている。
貨物航空会社 UPS のアジア地域ハブ空港でもあったが、2010年に深圳宝安国際空港に機能を移転した。
ニノイ・アキノ国際空港が近い将来、処理能力が限界になると予想され、空港拡張もほぼ不可能なため、空港連絡鉄道や高速道路のインフラストラクチャーを整備して、マニラ首都圏の次期ハブ空港にする計画があったが、2019年に国内大手LCCのセブパシフィック航空の親会社国内資本JGサミット・ホールディングスが空港運営権を取得し、2020年頃に国内競合資本サン・ミゲルグループによるクラ－クよりマニラに近いブラカン州のマニラ湾に面した浅瀬を埋め立て新国際空港計画が申請許可され建設を始めた事からクラークは中部ルソン地方の国際空港として生き残る方針へ転換している。
2022年5月2日、新旅客ターミナルが開業した

### 歴史
- 1919年 - アメリカ合衆国によってクラーク飛行場として建設された。
- 1942年 - 大日本帝国海軍が占領した。
- 1945年 - アメリカ軍が再占領した。
- 1947年 - アメリカとフィリピンの協定により、アメリカ空軍クラーク空軍基地となる。
- 1991年11月 - ピナトゥボ山の噴火の影響を受け、在比米軍は施設をフィリピンに返還した。
- 1993年 - クラーク国際空港として開港。
- 2003年 - ディオスダド・マカパガル国際空港へ改称。（当時、フィリピン共和国大統領を務めていたグロリア・アロヨの父親の名称を冠した）
- 2007年10月 - エアバスA380がデモフライトで飛来した。
- 2012年2月 - 名称をクラーク国際空港に戻す。
- 2019年8月、空港運営権が Luzon International Premier Airport Development Corporation (LIPAD) に移る[7]。
- 2022年5月 - 新旅客ターミナルが開業した。

## 就航航空会社と就航地
2020年以降、新型コロナウイルス感染症の影響により、多くの定期便が運休、減便、経路変更となっている。
| 航空会社               | 就航地 | 備考 |
| ---------------------- | --- | ---- |
| フィリピン航空         | ソウル/仁川 |      |
| PAL エクスプレス       | ブスアンガ、カティクラン、セブ |      |
| セブ・パシフィック航空 | バコロド、カガヤン・デ・オロ、カティクラン、セブ、ダバオ、ジェネラル・サントス、イロイロ、プエルト・プリンセサ 香港、東京/成田、シンガポール、ソウル/仁川、台北/桃園、バンコク/スワンナプーム |      |
| エアアジア・フィリピン | カティクラン |      |
| en:Sunlight Air        | ブスアンガ |      |
| en:AirSWIFT            | エル・ニド |      |
| アシアナ航空           | ソウル/仁川 |      |
| ジンエアー             | ソウル/仁川、釜山 |      |
| チェジュ航空           | ソウル/仁川 |      |
| エアプサン             | 釜山 |      |
| 香港エクスプレス       | 香港 |      |
| エバー航空             | 台北/桃園 |      |
| スターラックス航空     | 台北/桃園 |      |
| スクート               | シンガポール |      |
| エミレーツ航空         | ドバイ、セブ |      |
| カタール航空           | ドーハ |      |
| 香港貨運航空           | 香港 | 貨物 |
| 中州航空               | 深圳 | 貨物 |

2023年8月現在

## 交通アクセス
- バス - :en:P2P Bus
  - Genesis Transport（英語版）
    - en:SM City Clark経由、Dau ターミナル[10]
    - マニラ ケソン(en:TriNoma)[11]
    - マニラ ケソン(en:Robinsons Galleria) [12]
    - マニラ ニノイ・アキノ国際空港方面[13]

  - Philtranco（英語版）
    - マニラ パサイ、1日5便[14]

  - Victory Liner（英語版）
    - スービック、ダグパン（英語版）[15]
- タクシー
- レンタカー